# 1993 VV7
1993 VV7 är en asteroid i huvudbältet som upptäcktes den 10 november 1993 av den australiensiske amatörastronomen Gordon J. Garradd vid Siding Spring-observatoriet.
Asteroiden har en diameter på ungefär 8 kilometer.